# Hwasong-6
Hwasong-6 je sjevernokorejski balistički projektil malog dometa, odnosno, taktički balistički projektil. Projektil je derivat sovjetskog R-17 Elbrusa. Hwasong-6 nosi NATO-ov kodni naziv Scud.

## Razvoj
Sjeverna Koreja je 1988. započela s razvojem naprednijeg projektila od tada postojećeg Hwasong-5. S relativno manjim izmjenama, 1989. proizveden je Hwasong-6 (Scud Mod. C ili Scud-C). Prvi puta je testiran u lipnju 1990. Nije poznato je li projektil ušao u punu proizvodnju iste godine ili 1991.
Novi Hwasong-6, "istisnuo" je iz uporabe južnokorejski projektil Rodong 1.

## Dizajn
Prijašnji projektil Hwasong-5 imao je domet od 330 km. Novom modelu 6, domet je udvostručen te iznosi 700 km. I količina novog projektila u sjevernokorejskom vojnom inventaru, govori koliko je novi projektil "dominantniji" u odnosu na prethodni. Tako danas Sjevernokorejska narodna armija ima 180 Hwasong-5, te između 300 - 600 Hwasong-6 projektila.
Hwasong-6 ima poboljšani sustav navođenja te može prenositi bojnu glavu max. težine od 800 kg. Dimenzije projektila identične su onima od Hwasong-5. 
Balistički projektil dizajniran je da se instalira na kamion s kojeg bi se lansirao. Zbog poteškoća o nabavi ruskih kamiona MAZ-543, Sjeverna Koreja počela je proizvoditi vlastite kamione.

## Proizvodnja
Prema procjenama iz 1999., Sjeverna Koreja proizvela je između 600 - 1000 primjeraka projektila. Od te brojke, 25 projektila je iskorišteno za potrebe testiranja, 300 - 500 ih je izvezeno, dok sama Sjeverna Koreja koristi između 300 - 600 projektila.

## Izvoz
Izvorni Hwasong-6 izvezen je u DR Kongo, Mijanmar i Vijetnam. U Iranu je licencno proizveden Šahab-2 projektil kao kopija izvornog sjevernokorejskog projektila, uz pomoć Sjeverne Koreje.
U Siriji je također licencno proizvedena kopija Hwasonga-6 uz kinesku pomoć.
Također, postoji nepotvrđena pretpostavka da ovaj balistički projektil koriste Kuba i Sudan.

## Korisnici

### Postojeći korisnici
- Sjeverna Koreja: primarni korisnik Hwasong-6 projektila. Koristi oko 600 projektila.
- DR Kongo
- Iran: proizvodnja licencne kopije Šahab-2.
- Egipat: nepoznat broj projektila.
- Mjanmar: 2009. je isporučeno projektila.
- Sirija: koristi Hwasong-6 i iransku kopiju Šahab-2.
- Vijetnam

### Nepotvrđeni korisnici
- Kuba: nepotvrđen korisnik.
- Sudan: zemlja je 2004. primila brodsku pošiljku Scud-C (Hwasong-6) i Scud-D projektila iz Sirije.

## Vidjeti također
- Hwasong-5
- Šahab-2